# 乌兹别克斯坦音乐
乌兹别克斯坦音乐是指乌兹别克斯坦境內的各種音樂。乌兹别克斯坦音乐風格与中东音乐風格非常相似，  而且該國音樂的音乐风格和乐器种类繁多。

## 乌兹别克斯坦傳統音乐
沙什马贡是起源自16世纪后期布哈拉和撒马尔罕的傳統音樂。 
1950年代，苏联當局禁止烏茲別克斯坦广播电台播出乌兹别克斯坦傳統音乐。 1990年代初期乌兹别克斯坦从苏联独立后，乌兹别克斯坦电视台和广播电台再度播放烏茲別克斯坦傳統音樂。
图尔古·阿里马托夫是乌兹别克斯坦一位傳統音樂作曲家，而且還會彈奏都塔尔。  另一位比較知名的烏茲別克斯坦傳統音樂作曲家是穆罕默德琼·米尔扎耶夫。
谢拉利·乔拉耶夫也是一位乌兹别克斯坦傳統音樂歌手。然而乌兹别克斯坦政府不太信任他，自2002年以来，乌兹别克斯坦政府禁止該國的电视台播放有關他的表演節目，當局也不允許他公開登台表演。  
尤爾杜茲·烏斯莫諾娃和萨瓦拉·纳扎尔汗、奥佐别克·纳扎尔别科夫等歌手則將烏茲別克斯坦傳統音樂與現代音樂相結合。

## 乌兹别克斯坦西方古典音乐
乌兹别克斯坦境内還有一批歐洲古典音乐作曲家、演奏家以及交响乐团和音乐节。乌兹别克斯坦国立音乐学院位于塔什干，它成立于1936年，是該國一個專門教授西方古典音樂的高等教育机构。

## 乌兹别克斯坦当代音乐
自1990年代初期以来，烏茲別克斯坦境內出現諸如民間音樂、流行音乐和摇滚乐等各種當代音樂流派。
萨瓦拉·纳扎尔汗、索格狄安娜、雷洪·加涅涅瓦等當代音樂歌手除了在本國演出以外還經常在哈萨克斯坦、俄罗斯和塔吉克斯坦等其他獨立國家聯合體国家演出。

### 搖滾
相較於流行音乐，摇滚乐在烏茲別克斯坦則沒那麼流行。

### 说唱
烏茲別克斯坦境內還一度流行嘻哈音樂。Shoxrux是一位來自烏茲別克斯坦的说唱歌手。另外乌兹别克斯坦政府經常審查與说唱音乐有關的音樂作品。當局認為嘻哈音樂與乌兹别克斯坦的音乐文化相抵觸。 